# Psychotria buchtienii
Psychotria buchtienii là một loài thực vật có hoa trong họ Thiến thảo. Loài này được (H.J.P.Winkl.) Standl. miêu tả khoa học đầu tiên năm 1931.